# Libertà religiosa in Italia
La libertà religiosa in Italia è garantita dalla Costituzione della Repubblica Italiana del 1947. Prima di essa, la tolleranza religiosa era prevista dallo Statuto Albertino  concesso da Carlo Alberto di Savoia nel Regno di Sardegna ai suoi sudditi nel 1848, a seguito della Primavera dei popoli, e poi adottato nel Regno d'Italia nel 1861.

## Storia
L'articolo 1 dello Statuto Albertino identificava il cattolicesimo come unica religione di Stato, ma dichiarava che le altre confessioni esistenti erano tollerate, se in conformità con le leggi. Questa dichiarazione portò rapidamente all'apertura dei ghetti e all'emancipazione dei valdesi. Tuttavia la tolleranza era limitata: l'articolo 28, pur garantendo la libertà di stampa, stabiliva che Bibbie, catechismi, liturgie e libri di preghiere non potessero essere stampati senza il permesso del vescovo locale. Anche la propaganda religiosa era vietata ai culti acattolici. Tuttavia, negli anni precedenti all'Unità d'Italia, il Regno di Sardegna fu più tollerante rispetto ad altri stati della penisola. Ad esempio, nel Granducato di Toscana la pratica di religioni diverse dal cattolicesimo era punita con la reclusione o l'esilio.
Il Regno d'Italia ereditò a tutti gli effetti lo Statuto piemontese-sardo. Il 18 marzo 1871, su proposta del riformista liberale Pasquale Stanislao Mancini, fu stabilito che tutte le religioni fossero trattate ugualmente.
Il periodo fascista fu segnato dal Concordato tra lo Stato e la Chiesa Cattolica, noto come Patti Lateranensi del 1929. Tuttavia, religioni diverse dovettero affrontare una rinnovata repressione. Nel 1935 i pentecostali furono dichiarati pregiudizievoli per l'integrità della razza. Essi, così come i salvazionisti e i testimoni di Geova, furono soggetti alla reclusione o all'esilio, mentre altri gruppi cristiani minoritari dovettero affrontare notevoli restrizioni. Sebbene l' antisemitismo non fosse inizialmente radicato nel fascismo italiano, per compiacere il suo alleato Adolf Hitler alla fine degli anni '30 Benito Mussolini approvò le leggi razziali italiane. Nelle ultime fasi della seconda guerra mondiale, in particolare durante il periodo della Repubblica Sociale Italiana e dell'occupazione tedesca di gran parte della penisola, molti ebrei, oltre a dissidenti politici non ebrei e persino sacerdoti cattolici, furono deportati nei campi di sterminio nazisti.
La Costituzione della Repubblica Italiana del 1947 sancì le libertà religiose in diversi articoli, tra cui i seguenti:
Tutte le confessioni religiose sono ugualmente libere davanti alla legge. (Articolo 8)
Tutti hanno diritto di professare liberamente la propria fede religiosa in qualsiasi forma [...], purché i riti non siano contrari al buon costume. (Articolo 19)»
Rimasero tuttavia in vigore varie leggi emanate durante il fascismo e si svolsero numerosi processi che coinvolsero pentecostali e testimoni di Geova. La situazione cambiò nel 1955, quando la Corte Costituzionale intervenne sulla normativa in contrasto con le garanzie costituzionali della libertà religiosa.
Nel 1984, a seguito di un nuovo accordo con il Vaticano, il cattolicesimo perse il suo status di religione ufficiale dello Stato italiano  e l'Italia divenne uno stato laico.
Una sentenza di Cassazione del 2021 stabilì che l'esposizione del crocifisso nelle aule scolastiche italiane non è obbligatoria ma nemmeno discriminatoria, che non può essere imposta, però deve essere decisa in autonomia dalla scuola in questione, con un dialogo e un accordo tra le parti coinvolte in un'eventuale disputa, seguendo e rispettando le diverse sensibilità.

## Libertà religiosa in Italia oggi

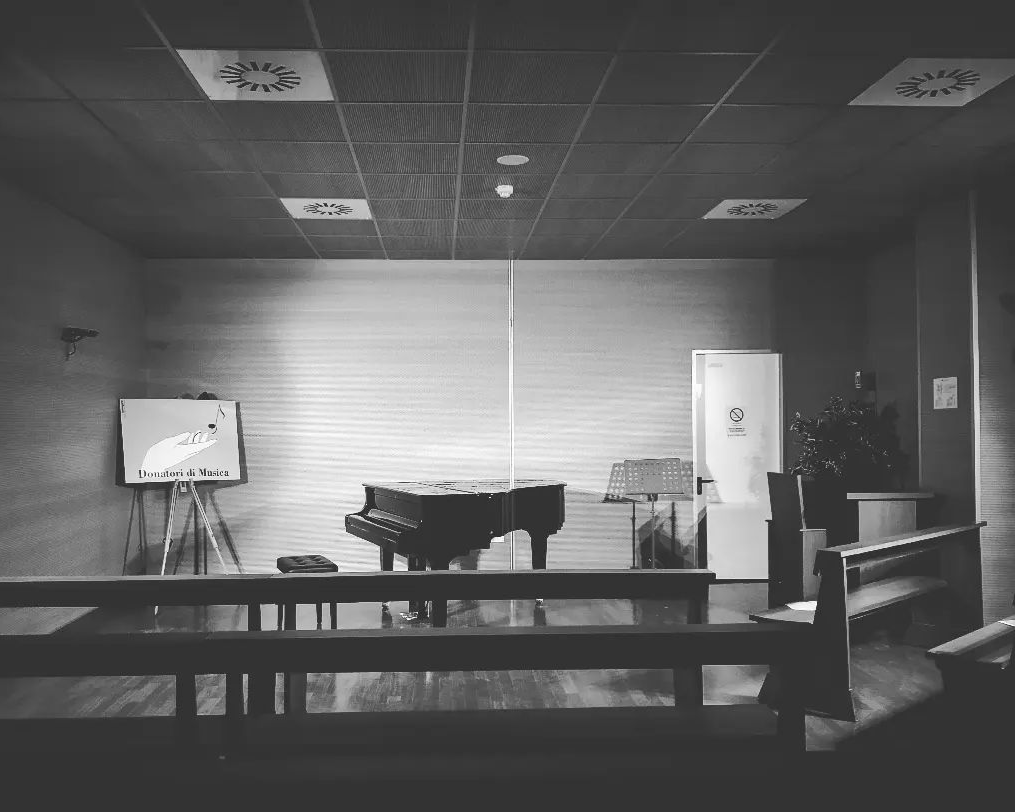
Cappella policonfessionale presso l'ospedale NOA di Massa, luogo adibito alla preghiera di qualsiasi religione. Simili spazi di pluralismo religioso sono sempre più comuni in luoghi pubblici, quali ospedali, aeroporti e grandi stazioni ferroviarie italiane

L'Italia è un paese prevalentemente cattolico, con minoranze per lo più di recente immigrazione. Sebbene i protestanti siano storicamente in numero esiguo, alcuni hanno ricoperto posizioni apicali nello stato, come ad esempio il due volte primo ministro Sidney Sonnino.
Secondo un sondaggio Doxa, nel 2019 erano cattolici il 66,7% degli italiani, pari a circa 40 milioni di persone.
Secondo un sondaggio Ipsos, nel 2017 erano cattolici il 74,4% degli italiani, pari a circa 45 milioni di persone. Secondo il rapporto Eurispes del 2016, il 71,1% dei cittadini italiani si dichiarava cattolico, di cui il 25,4% cattolico praticante, in calo rispetto al 2006, quando i cattolici erano l'87,8% della popolazione, di cui i praticanti il 36,8%.
Sono presenti diverse altre confessioni cristiane: al 2020, i fedeli ortodossi sono più di 1,8 milioni, per lo più di recente immigrazione da paesi quali Moldavia e Romania; i protestanti sono circa 600.000; i restaurazionisti (sebbene la definizione di "cristiani" non gli sia riconosciuta dalle chiese cristiane "storiche") poco meno, tra i quali 400.000 testimoni di Geova e 100.000 di altre denominazioni (dei quali circa 28.000 mormoni e 20.000 avventisti). Di antichissima origine è la comunità ebraica italiana, che oggi conta circa 41.000 membri. La diffusione di altre religioni è stata in gran parte agevolata dai fenomeni migratori degli ultimi decenni: si stima che in Italia risiedano al 2020 circa 2,2 milioni di musulmani, 332.000 buddisti, 210.000 induisti, 20.000 sikh, 4.000 bahá'í e 97.000 seguaci di altre religioni orientali. Le maggior parte delle altre religioni minoritarie sono estremamente frammentate e di scarsissima consistenza numerica, se si pensa che nel 2021 il Centro studi sulle nuove religioni (CESNUR) ha censito ben 866 gruppi religiosi organizzati presenti nel paese, tra religioni "storiche" (abramitiche, dharmiche, taoiche e tradizionali) e nuovi movimenti religiosi, in crescita rispetto ai 658 del 2001.
Alcuni osservatori contestano l'influenza che la Chiesa cattolica eserciterebbe su alcuni partiti politici, specialmente in fatto di temi etici e bioetici. Tuttavia una grande percentuale di cattolici non sostiene necessariamente tutte le posizioni della chiesa, come dimostrano i risultati dei referendum sul divorzio o sull'aborto.  
Sono talvolta oggetto di critiche anche l'insegnamento della religione cattolica nelle scuole dell'obbligo, che è comunque materia opzionale, l'esposizione del crocifisso nelle aule scolastiche italiane, che è facoltativo, i finanziamenti pubblici alla chiesa cattolica e alle altre chiese dotate di intese con lo stato italiano, il meccanismo stesso delle Intese, dell'otto per mille e le festività religiose pubbliche.

## Rapporti tra Stato e chiese
I rapporti tra lo Stato e le singole confessioni religiose vengono regolati da appositi accordi, richiamati nell'art. 7 della Costituzione per la Chiesa cattolica e nell'art. 8 per tutte le altre confessioni non cattoliche. Per quanto riguarda la prima, tale accordo prende il nome di Concordato, redatto nel 1929 (Patti Lateranensi) e modificato nel 1984 (Accordo di Villa Madama). Gli accordi con le altre religioni prendono invece il nome di Intese e possono essere richieste con apposita procedura da tutti gli enti di culto dotati di personalità giuridica che abbiano chiesto e ottenuto lo status di "confessione religiosa" in base alla legge 1159/1929 e al suo regolamento di attuazione, il regio decreto 28 febbraio 1930, n.289.
La Chiesa cattolica e le confessioni che hanno stretto un'Intesa godono di diversi vantaggi, tra i quali la ripartizione della quota dell'otto per mille del gettito IRPEF. Si possono inoltre dedurre ai fini fiscali atti di liberalità fino a 1032,91 € a loro favore. 
Nel 2006 è stata istituita la Consulta per l'islam italiano, organismo di carattere esclusivamente consultivo del Ministero dell'Interno, composto da alcuni autorevoli rappresentanti dell'islam in Italia, dietro nomina ministeriale. È stata ricostituita nel 2010 e 2016, sempre con nomi differenti.

## Norme a tutela della libertà religiosa

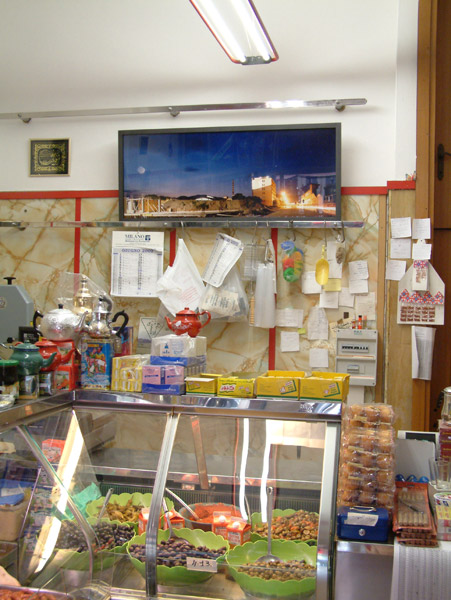
Macelleria islamica, Prato, 2002

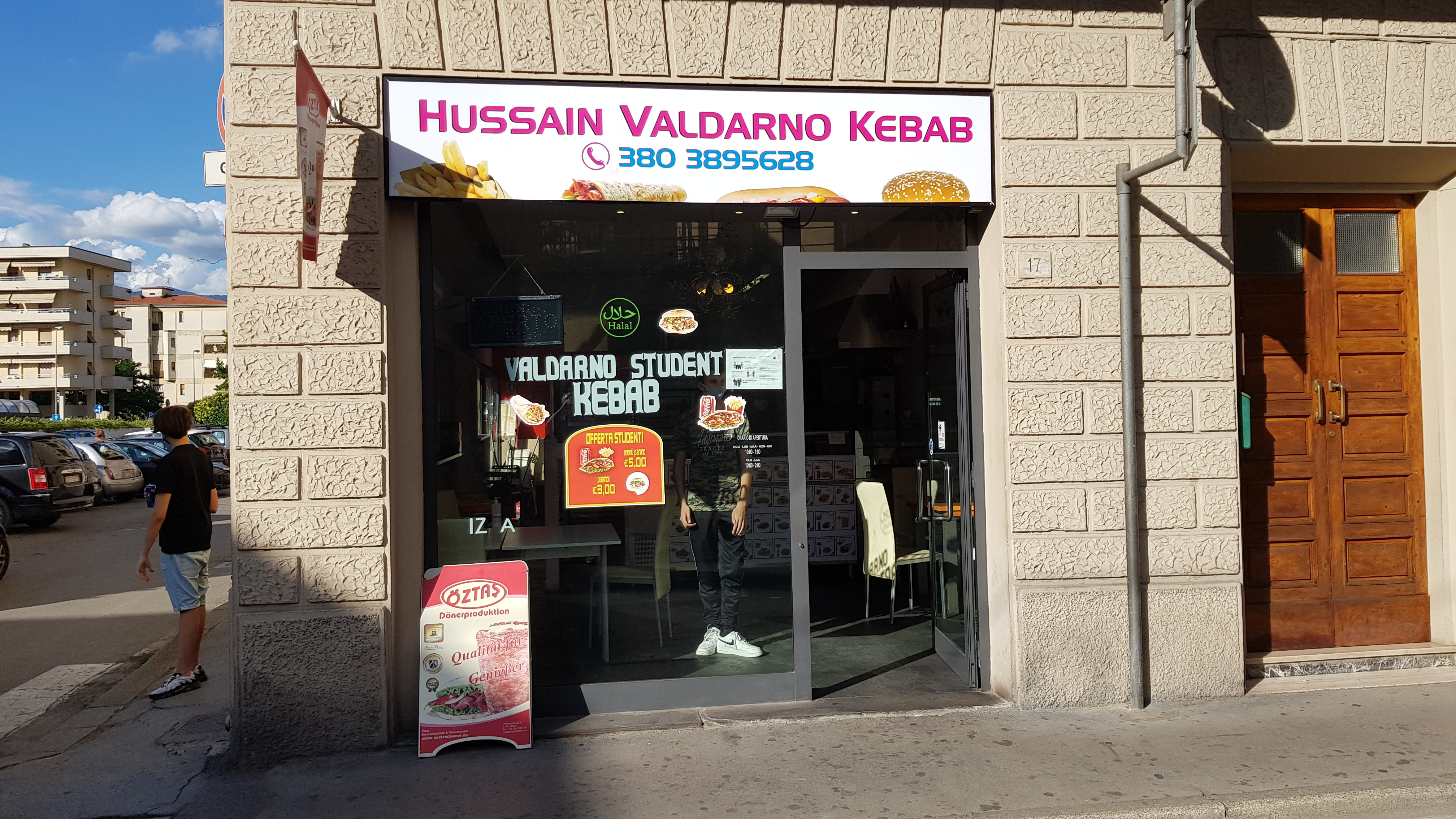
Fast food che espone il logo halal sulla vetrina, San Giovanni Valdarno (AR)

L'ordinamento italiano, sia attraverso le intese che tramite altre leggi, prevede deroghe e norme specifiche al fine di garantire la libertà religiosa. Tra queste: la macellazione rituale halal e kosher per musulmani ed ebrei, la possibilità di indossare veli islamici o turbanti nelle foto identificative sui documenti, il consumo rituale di marijuana per i rastafariani, il diritto ad ottenere menù idonei alle proprie scelte etico-religiose nelle mense scolastiche. Nel 2021 il Consiglio di Stato ha espresso parere favorevole al porto del kirpan (pugnale rituale) da parte dei fedeli Sikh, nel caso in cui sia il modello attestato come inoffensivo dal Banco Nazionale di Prova.
In Italia è consentita la circoncisione rituale maschile, che può essere eseguita sia da un medico che da un ministro di culto, mentre la Legge 7/2006 proibisce in ogni caso quelle femminili (escissione, infibulazione ecc.). La circoncisione rituale maschile non rientra nei livelli essenziali di assistenza del servizio sanitario nazionale, pertanto non è eseguita gratuitamente, salvo diversa decisione delle singole regioni.
I ministri dei culti dotati di intesa o concordato, o comunque riconosciuti dallo stato, hanno diritto al segreto ministeriale, come ad esempio il sigillo sacramentale per i sacerdoti cattolici, ortodossi e di alcune chiese protestanti e restaurazioniste.
Diversamente da altri paesi europei, in Italia è sempre consentito l'uso degli indumenti religiosi in tutti i luoghi pubblici e privati, compresi burqa e niqab che coprono l'intero volto, sebbene questi ultimi possano essere limitati in alcuni casi a motivo del riconoscimento di un individuo per questioni di ordine pubblico. In alcune località sono state allestite piscine, palestre e spazi ricreativi aperti, in certe fasce orarie, alle sole donne o, talvolta, alle sole donne di fede islamica, che non intendono mostrarsi scoperte davanti agli uomini. L'uso del burquini è generalmente ammesso nelle piscine pubbliche, ma in alcune strutture è proibito per motivi igienici.
Invece, a differenza di altri paesi europei, l'Italia non ha ancora introdotto nel proprio ordinamento gli strumenti della finanza islamica, quali ad esempio i ṣakk, sebbene nel 2017 sia stata avanzata una proposta di legge in tal senso. 
Inoltre, in Italia è prevista la possibilità per determinate categorie di persone di ricorrere all'obiezione di coscienza in alcuni casi, quali ad esempio la sperimentazione animale, l'interruzione volontaria di gravidanza, il servizio militare di leva (fino al momento della sua sospensione), e il testamento biologico. Strumento, quest'ultimo, con il quale è possibile anticipare l'opposizione a specifici trattamenti medici e che talvolta viene esso stesso usato per motivi religiosi, come ad esempio nel caso dei testimoni di Geova che rifiutano le trasfusioni. Inoltre, al momento del rilascio o del rinnovo del documento di identità, le anagrafi domandano di scegliere in merito alla donazione di organi dopo la morte; il cittadino può dichiarare il proprio consenso o dissenso, oppure scegliere di non prendere alcuna decisione in quel momento. 
Per quanto riguarda il diritto a ottenere un medico del proprio sesso, questo non è esplicitamente previsto, mentre è obbligatorio che le perquisizioni personali eseguite dall'autorità giudiziaria vengono effettuate da personale dello stesso sesso del sospettato, salvo emergenze. 
Nelle intese è sancito il diritto di osservare le principali festività religiose sui luoghi di lavoro, nelle scuole e università e, per ebrei ed avventisti, di godere del riposo del sabato.
L'accesso all'assistenza spirituale è garantito nelle carceri, negli ospedali, nelle caserme e nelle altre strutture militari. Spesso luoghi di culto, o aree di preghiera policonfessionali aperte alle esigenze di culto di più religioni e al raccoglimento laico, sono realizzati anche all'interno di grandi stazioni, porti, aeroporti, in alcune strutture universitarie e anche in alcune areee di servizio autostradale, quali ad esempio Cantagallo (BO). Le case funerarie e le sale del commiato sono generalmente realizzate come strutture religiosamente neutre, in modo da poter essere impiegate dai fedeli di diversi credi e da persone non religiose.
Infine, la legge italiana prevede la possibilità per un ex fedele di far annotare formalmente la sua rinuncia alla fede nei registri della sua ex chiesa, procedura comunemente nota come "sbattezzo", ovvero rinuncia al Battesimo, quando riferita alla chiesa cattolica o ad altre chiese che prevedono tale sacramento o rito come ingresso nella chiesa stessa, e "dissociazione" per i testimoni di Geova.
Lo stato italiano sostiene le scuole private parificate, incluse le università, anche di orientamento religioso, come ad esempio le scuole cattoliche. Nelle scuole dell'obbligo italiane è previsto l'insegnamento della religione cattolica, come materia opzionale. Nella quasi totalità delle scuole italiane le classi sono miste, ma in alcune scuole cattoliche dell'Opus Dei, che adottano il sistema educativo FAES, le classi sono divise per sesso. 
Diversamente dalla maggioranza degli altri stati dell'Unione europea, in Italia non è previsto l'insegnamento dell'educazione sessuale a livello nazionale, potenziale fonte di dissenso a causa delle diverse morali sessuali, ma può essere previsto dalle singole regioni o istituti scolastici. Nel 2004 il ministro dell'istruzione Letizia Moratti eliminò l'insegnamento della teoria dell'evoluzione, criticata da alcuni gruppi religiosi, dalle scuole primarie, ma pochi mesi dopo dovette rivedere la decisione a seguito del dissenso della comunità scientifica. 
Per legge, servizi igienici, docce e spogliatoi devono invece essere separati per sesso, sia nelle scuole, che nei luoghi di lavoro, che in piscine, palestre, saune ecc. La pratica del nudismo è consentita solo in alcune spiagge, mentre quella del topless è possibile su tutte; tuttavia in Italia, a Trieste, si trova anche l'unico stabilimento balneare d'Europa ancora suddiviso in area maschile e femminile.
Oltre alle scuole private, anche ospedali e altre strutture sanitarie private, tra le quali anche quelle di orientamento religioso, godono spesso di finanziamenti e convenzioni statali.

## Questioni giuridiche
Nonostante l'ampia tutela della libertà religiosa garantita dalla normativa italiana sulla maggior parte delle questioni, sia ai culti ufficialmente riconosciuti che a tutti gli altri, rimangono aperte alcune questioni giuridiche.
Molte delle questioni giuridiche sollevate nei tribunali italiani riguardano i musulmani sia per la loro visione della condizione della donna, della famiglia e dei diritti umani, generalmente diversa da quella occidentale, nonostante la presenza di movimenti liberali e femministi anche in questa fede, sia in quanto il diritto islamico (fiqh), basato sulla Shari'a, è in certe parti molto diverso dalla giurisprudenza italiana, e dal civil law in generale. Istituti di diritto familiare come la poligamia o la kafalah, sono ad esempio del tutto assenti nella normativa italiana.
Per quanto riguarda la Chiesa cattolica, ad esempio, la dichiarazione di nullità del sacramento del matrimonio emanata dalla Sacra Rota non è automaticamente accolta dai tribunali italiani e, in alcuni casi, l'annullamento del matrimonio non viene concesso. Anche il riposo domenicale e nelle feste di precetto, sebbene rispettato da molti contratti collettivi nazionali di lavoro, non è garantito in ogni comparto a tutti i lavoratori cattolici dall'ordinamento italiano. Inoltre, sebbene la legge italiana consenta il tradizionale suono delle campane per finalità liturgiche, spesso contro il suono prodotto dai campanili sono state intraprese azioni legali per violazioni alle normative sull'inquinamento acustico. 
Questioni giuridiche possono sorgere anche per le differenze tra il diritto ebraico (halakhah) e quello italiano, specialmente per quanto riguarda il divorzio religioso (ghet) che nelle comunità più conservatrici, può essere richiesto o concesso solo dall'uomo, sebbene ormai la maggior parte delle comunità ebraiche riconoscano a entrambi i partner il diritto di richiederlo e abbiano eliminato i motivi di possibile contrasto con la legge italiana. 
Per quanto riguarda la Chiesa del Santo Daime, una questione ancora aperta è il consumo rituale di ayahuasca, dopo che nel 2023 il Consiglio di Stato ha rigettato il ricorso contro l'inserimento di tale sostanza nella lista degli stupefacenti, pur aprendo alla possibilità "di un’apposita deroga autorizzativa all’uso controllato, in un contesto rituale, di minime quantità di ayahuasca diluita".
Nel 1979 la Corte di Cassazione eliminò il giuramento "davanti a Dio" previsto fino a quel momento nei tribunali italiani, per tutelare la libertà religiosa degli atei.
Anche l'esposizione del crocifisso nelle aule scolastiche italiane è stato oggetto di diversi contenziosi legali, come ad esempio il caso Lautsi, fino alla sentenza della Corte di Cassazione del 2021, che stabilì che essa non è obbligatoria, ma nemmeno discriminatoria, che non può essere imposta, ma che deve essere decisa in autonomia dalla scuola in questione, con un dialogo e un accordo tra le parti coinvolte in un'eventuale disputa, seguendo e rispettando le diverse sensibilità.
Tra gli anni 1970 e gli anni 2000, la campagna per l'obiezione di coscienza alle spese militari, consistente nell'atto di disobbedienza civile di non pagare la quota delle tasse destinata a tale scopo, ha portato a sanzioni e processi contro i suoi aderenti.
Alcuni sindaci e funzionari hanno chiesto di poter applicare l'obiezione di coscienza alla celebrazione dell'unione civile, ma le richieste non sono state accolte dalla giurisprudenza.
Altri casi di obiezioni di coscienza non accolte dal diritto italiano sono state quelle proposte contro le vaccinazioni obbligatorie in Italia. 
Nel 2024 il consiglio di istituto di una scuola scolastico di Pioltello (MI) decretò l'ʻĪd al-fiṭr come giorno festivo in quanto il 40% degli studenti erano di religione islamica; tale decisione fu duramente contestata dal ministro dell'istruzione, che inviò un'ispezione. A seguito di queste polemiche, fu presentata una proposta di legge per rendere festa nazionale tale festività.  

## Casi di intolleranza e discriminazione religiosa
Nonostante la Costituzione italiana protegga la libertà religiosa ed escluda qualsiasi forma di discriminazione, si verificano talvolta casi di pregiudizi, intolleranza e discriminazione religiosa, in aumento in Italia negli ultimi anni
L'antisemitismo, secondo alcune indagini demoscopiche, continua ad esistere in tutta Italia. L’Osservatorio antisemitismo della Fondazione Centro di Documentazione Ebraica Contemporanea (CDEC) ha rilevato nella sua Relazione su atti e discorsi antisemiti in Italia nel 2023 454 atti di antisemitismo, in crescita rispetto al 2022.
Per quanto riguarda l'antislamismo, secondo la relazione finale della Commissione parlamentare "Jo Cox" del 2017, l’Italia è il secondo paese europeo più islamofobo
Secondo alcuni studi, i musulmani sarebbero il gruppo religioso più colpito dai discorsi d'odio in Italia. 
Inoltre, in diverse occasioni, politici e amministratori si sono opposti alla realizzazione di moschee per motivi ideologici.
Anche i casi di cristianofobia, e dei conseguenti crimini d'odio sono in aumento Italia.

### Casi di intolleranza verso i non credenti
In Italia è stata a lungo presente una certa discriminazione verso gli atei. L'ateismo esplicito e militante era considerato passibile di "offesa alla religione di Stato" o blasfemia, almeno fino alla Costituzione del 1948. Dall'epoca fascista infatti, nelle carceri i detenuti erano obbligati ad assistere alle funzioni religiose e l'ora di religione era pressoché obbligatoria nelle scuole pubbliche fino al 1984, insieme ad altre disposizioni di favore verso la confessione maggioritaria cattolica, tuttora in vigore. 
Nella stessa Costituzione furono inseriti alcuni articoli riguardanti i Patti lateranensi che riconoscevano il cattolicesimo come religione ufficiale, ma anche articoli sulla libertà religiosa e il libero pensiero. In particolare, l’articolo 19 recita:
Il comma 1 dell’articolo 21 riporta:
Secondo quanto riportato dall'Unione degli Atei e degli Agnostici Razionalisti, fu sostenuto da taluni giuristi che l’ateismo fosse lecitamente esprimibile come convinzione personale, ma irrilevante, se non illecito nella forma più attiva (es. propaganda antireligiosa), in quanto il legislatore aveva tutelato espressamente il solo sentimento religioso e solo genericamente il pensiero libero.
Soltanto in seguito alla questione del giuramento "davanti a Dio" nei tribunali, così la Corte costituzionale si è espressa nel 1979 riguardo all'ateismo, legittimandolo, a livello giurisprudenziale, in ogni sua forma:
Dal punto di vista finanziario, in Italia vige anche un diverso regime di tassazione ed incentivazione che privilegia le religioni ed i loro adepti (es. Otto per mille) e nello specifico la religione cattolica con specifici finanziamenti alla Chiesa cattolica.
Il 22 ottobre 2010 il ministro degli esteri Franco Frattini dichiarò a L'Osservatore Romano che l'ebraismo, il cristianesimo e l'islam dovrebbero allearsi per contrastare l'ateismo, da lui definito, nella stessa intervista, un "fenomeno perverso" al pari dell'estremismo. Tali dichiarazioni hanno causato le critiche da parte di numerosi commentatori e soprattutto dell'UAAR, che ne ha chiesto le dimissioni. Ha affermato nuovamente nel 2017 che il relativismo rappresenta per l’Europa la terza minaccia dopo l’estremismo religioso e il secolarismo militante.